# Itumeleng Khune
Itumeleng Khune, né le 20 juin 1987 à Ventersdorp, est un footballeur international sud-africain jouant au poste de gardien de but aux Kaizer Chiefs depuis ses débuts professionnels en 2004.

## Biographie

### Parcours en sélection
Il a participé à la Coupe d'Afrique des nations 2008 avec l'équipe d'Afrique du Sud en tant que gardien remplaçant.
Sa première sélection en équipe nationale a eu lieu en 2008.
Lors de la Coupe des confédérations 2009, il est titularisé, réalisant de grandes performances permettant aux Bafana Bafana d'obtenir la quatrième place, après n'avoir cédé que sur un exploit personnel face au Brésil en demi-finale (un coup franc de Daniel Alves à la 87e minute).
À la Coupe du monde de football de 2010, lors du match opposant l'Afrique du Sud à l'Uruguay, Itumeleng est exclu prématurément à la 75e minute (à la suite d'un léger contact sur Suarez suffisant pour le faire chuter, ce dernier étant néanmoins hors-jeu sur cette même action à la suite de la déviation de Cavani) et devient alors le second gardien de l'histoire à recevoir un carton rouge lors des phases finales d'une Coupe du monde de la FIFA.

## Palmarès
Kaizer Chiefs
- Vainqueur de la Coupe de la Ligue en 2004, 2007, 2009 et 2010
- Champion d'Afrique du Sud en 2005, 2013 et 2015
- Vainqueur de la Coupe d'Afrique du Sud en 2006 et 2013
- Vainqueur du MTN 8 (en) en 2006, 2008 et 2014
- Vice-champion d'Afrique du Sud en 2014 et 2020
- Finaliste du MTN 8 (en) en 2011 et 2015
- Finaliste de la Coupe de la Ligue en 2015
- Finaliste de la Coupe d'Afrique du Sud en 2019
- Finaliste de la Ligue des champions en 2021